# 越南—塞拉利昂关系
越南－塞拉利昂关系是指越南社會主義共和國與獅子山共和國兩國的雙邊關係。兩國均為不結盟運動、77國集團的成員國。

## 政治交流
在越南战争期间，獅子山曾经承认越南共和国并与之建交直至1975年南越覆亡。:51982年6月24日，獅子山与越南社会主义共和国建立外交关系，目前兩國暂未在對方首都互設大使館，越南對獅子山的相關事務由駐奈及利亞大使館兼轄。而獅子山对越南的相關事務由駐中华人民共和国大使馆兼辖。
2022年3月14日，塞拉利昂总统朱利葉斯·馬達·比奧对越南进行国事访问，成为首位访问越南的塞拉利昂国家元首，在访越期间，比奥得到了越南国家主席阮春福、政府总理范明政、国会主席王廷惠等人的接见，两国政府同时签署了加强在外交、农业、渔业等领域的合作协议，塞拉利昂政府也同时与越南FPT集团签署了国家数字化转型和数字化人力资源培训合作协议。

## 经贸合作关系

### 贸易
2020年，越南与塞拉利昂的双边贸易额达到4926万美元，同比2018年有大幅增加，其中越南对塞拉利昂的出口额达到4700万美元，主要出口产品为香烟、电脑、纺织品服装等。而越南则从塞拉利昂进口了226万美元的木材及木制品等产品。

### 投资
2022年，塞拉利昂在越南有促销和人力资源管理领域的投资项目1个，注册资金33,185美元。而越南尚未在塞拉利昂设立任何投资项目，

## 开发援助
2011年7月27日，越南农业与农村发展部与塞拉利昂农林业与粮食安全部在河内签署了农业合作备忘录，以推动两国在水产和稻谷生产方面的合作。随后，越南政府也派出了工作代表团前往塞拉利昂对两国农业领域合作能力进行考察。越南也在獅子山建立了稻谷生产技术研究中心。